# Pulau Sangkar
Pulau Sangkar is een bestuurslaag in het regentschap Kerinci van de provincie Jambi, Indonesië. Pulau Sangkar telt 705 inwoners (volkstelling 2010).